# Péter Róna
Péter Zsolt Róna (* 4. května 1942 Miskolc) je maďarský ekonom, podnikatel, politik, právník a univerzitní profesor. Neúspěšně kandidoval na post prezidenta Maďarska ve volbách 2022.

## Biografie
Dětství strávil v Maďarsku, původně se připravoval na dráhu výtvarného umělce, ale v roce 1956 s rodinou emigroval do Spojených států amerických, tehdy mu bylo 14 let. Střední školu absolvoval ve Washingtonu, D.C., poté studoval historii hospodářství na Pensylvánská univerzitě. V roce 1966 získal právnický diplom na Oxfordské univerzitě. Od roku 1968 pracoval jako právník ve Washingtonu.
V roce 2008 byl poradcem vyjednávacího výboru druhé Gyurcsányho vlády při jednání o úvěrové smlouvě s Mezinárodním měnovým fondem a Evropskou unií.
Od roku 2011 působil ve strukturách zeleného hnutí Politika může být jiná (LMP), ze kterého později vystoupil.
V březnu 2022 byl kandidátem levicové koalice Společně pro Maďarsko ve volbách prezidenta, kdy prohrál s Katalin Novákovou (Fidesz) poměrem hlasů 137 : 51.
Ve volbách do Evropského parlamentu 2024 je lídrem kandidátní listiny nacionalistické strany Hnutí za lepší Maďarsko (Jobbik).

## Soukromý život
Střídavě žije v Maďarsku a Spojeném království. Koupil sídlo Sárközy-kúria v obci Kisasszond, kde žije se svojí rodinou. Na přilehlém pozemku zřídil provozovnu na výrobu sýrů.
Róna je kritikem současné struktury eurozóny. Zastává zelené a křesťansko–socialistické ideje, svou společenskou filozofii zakládá na hluboké křesťanské víře.

## Dílo
- Kártyás Gábor–Takács Gábor: Válságkezelési útmutató szakszervezeteknek; tan. Róna Péter; Liga Szakszervezetek, Budapest., 2009 (Szakszervezeti kiskönyvtár)
- Artner Annamária–Róna Péter: Euros(c)epsis. The theory of the optimum currency area and the history of the Euro; Institute for World Economics HAS, Budapest., 2012 (Working papers. Institute for World Economics Hungarian Academy of Sciences)
- Miskolctól Oxfordig; riporter Andrassew Iván; Noran Libro, Budapest., 2012